# Valorant
Valorant (estilizado como VALORANT) es un shooter táctico en primera persona de estilo hero shooter, desarrollado y publicado por Riot Games. El desarrollo del juego comenzó en 2014, y fue anunciado bajo el nombre en clave Project A en octubre de 2019. La beta cerrada, con acceso limitado, se lanzó el 7 de abril de 2020, y el juego fue lanzado oficialmente el 2 de junio de 2020. Inicialmente, Valorant estaba diseñado exclusivamente para Windows, pero en junio de 2024 se añadió soporte para las consolas Xbox Series X/S y PlayStation 5, aunque sin la posibilidad de juego cruzado entre jugadores de PC y consola. 
El juego toma inspiración de la serie Counter-Strike, incorporando varias mecánicas similares como el menú de compra, los patrones de dispersión de las balas y el error de disparo mientras se está en movimiento.

## Jugabilidad
Valorant es un shooter en primera persona ambientado en un futuro cercano. En este juego, los jugadores toman el control de agentes, personajes que representan diversas culturas y nacionalidades de todo el mundo. Las partidas no competitivas son el modo principal de juego, en el que enfrenta a dos equipos de cinco jugadores cada uno, que asumen los roles de atacantes o defensores. Los agentes poseen habilidades únicas y emplean un sistema económico para adquirir habilidades y armas.
El juego ofrece una amplia variedad de armas, desde pistolas y subfusiles hasta escopetas, ametralladoras, fusiles de asalto y rifles de francotirador. Cada arma presenta un patrón de retroceso que los jugadores deben aprender a controlar para disparar con precisión. Los atacantes llevan una bomba llamada «Spike», que deben plantar en uno de los sitios designados. Si logran proteger la Spike durante 45 segundos y hacerla detonar, obtienen un punto. Los defensores ganan un punto si desactivan la Spike o si el temporizador de la ronda de 100 segundos expira sin que la bomba haya explotado. También se puede ganar un punto al eliminar a todos los miembros del equipo contrario. Después de doce rondas, los equipos cambian de rol, y el primero en alcanzar 13 rondas ganadas se lleva la victoria, a excepción de los tiempos extra, donde se requieren dos victorias consecutivas para ganar en caso de las partidas competitivas.
El juego ofrece ocho modos de juego diferentes: No Competitivo, Partida Rápida, Lucha de bolas de nieve, Competitivo, Combate a Muerte, Fiebre de la Spike, Réplica, Carrera Armamentística, Premier y Combate a Muerte por Equipos. Además, cuenta con un modo Personalizado que permite a los jugadores crear partidas con ajustes personalizados según sus preferencias.

### Sin clasificación
En el modo estándar sin clasificación, el juego se desarrolla al mejor de 25 rondas: el primer equipo en ganar 13 rondas se lleva la victoria. El equipo atacante cuenta con una bomba llamada «Spike», que debe plantar y activar en una de las ubicaciones designadas (sitios de bomba). Si logran proteger la Spike activada durante 45 segundos, ésta detona, causando una explosión que destruye todo en un área específica, y el equipo atacante recibe un punto. 
El equipo defensor obtiene un punto si desactiva la Spike antes de la detonación o si el temporizador de la ronda de 100 segundos expira sin que la Spike sea activada. Además, si todos los miembros de un equipo son eliminados antes de que la Spike sea activada, o si todos los miembros del equipo defensor son eliminados después de que la Spike haya sido activada, el equipo contrario recibe un punto.
En caso de que ambos equipos ganen 12 rondas, se entra en muerte súbita, donde el equipo que gane esa ronda final se lleva la partida, a diferencia de la prórroga en los partidos competitivos. Además, después de 4 rondas, un equipo puede solicitar una votación para rendirse. Si al menos 4 jugadores votan a favor (en lugar de 5 como en el modo competitivo), el equipo ganador recibe la victoria total, con el equipo que se rinde recibiendo la derrota correspondiente por cada ronda necesaria para llegar a 13 puntos. Un equipo solo puede solicitar rendirse tres veces: una vez en la primera mitad, otra en la ronda de pistolas de la segunda mitad, y una vez más en la segunda mitad.

### Fiebre de la Spike
En el modo fiebre de la spike, la partida se juega al mejor de 7 rondas: el primer equipo que gane 4 rondas gana la partida. Los jugadores empiezan la ronda con todas sus habilidades cargadas excepto su habilidad definitiva, que se carga el doble de rápido que en las partidas normales. Todos los jugadores del equipo atacante llevan un pincho, pero sólo se puede activar un pincho por ronda. Las armas son aleatorias en cada ronda y cada jugador comienza con la misma arma. Los orbes de puntos definitivos del juego estándar están presentes, así como múltiples orbes potenciadores diferentes.

### Competitivo
Las partidas competitivas son iguales que las partidas sin clasificar, con el añadido de un sistema de clasificación basado en las victorias que asigna un rango a cada jugador después de jugar 5 partidas. Se requiere que los jugadores alcancen el nivel 20 antes de jugar este modo. En julio de 2020, Riot introdujo una condición de "victoria por dos" para las partidas competitivas, en la que en lugar de jugar una única ronda de muerte súbita a 12-12, los equipos se alternarán jugando rondas en ataque y defensa en tiempo extra hasta que un equipo reclame la victoria asegurando una ventaja de dos partidos. Cada ronda de prórroga da a los jugadores la misma cantidad de dinero para comprar armas y habilidades, así como aproximadamente la mitad de su carga de habilidad definitiva. Después de cada grupo de dos rondas, los jugadores pueden votar para terminar la partida en empate, requiriéndose 6 jugadores después del primer grupo, 3 después del segundo, y a partir de ahí sólo 1 jugador que acepte el empate. El sistema de clasificación competitiva va de Hierro a Radiante. Cada rango, excepto Radiant, tiene 3 niveles. Radiante está reservado para los 500 mejores jugadores de una región, y tanto Inmortal como Radiante tienen un número asociado a su rango que permite a los jugadores tener una métrica en la que pueden comparar cómo se sitúan respecto a otros de su nivel.

### Premier
Premier es un modo de juego 5 contra 5 que permite a los jugadores un modo de juego competitivo camino-a-pro que se dirige a los jugadores que desean ser un jugador profesional. Premier se encuentra actualmente en fase de pruebas alfa en Brasil. Los jugadores tendrán que crear un equipo de cinco para competir contra otros equipos en divisiones. Cada temporada durará unas semanas y los mejores equipos serán invitados a competir en el Campeonato de División. Este modo de juego incluirá un sistema de selección y prohibición de mapas, a diferencia del resto de modos de juego, en los que los jugadores tienen que jugar el mapa seleccionado por el sistema.

### Combate a muerte
El modo combate a muerte se introdujo el 5 de agosto de 2020.  14 jugadores entran en una partida free-for-all de 9 minutos y la primera persona que llegue a 40 muertes o el jugador que tenga más muertes cuando se acabe el tiempo gana la partida. Los jugadores aparecen con un agente aleatorio, así como con escudos completos, y todas las habilidades están desactivadas durante la partida, lo que permite el puro tiroteo. Los paquetes de salud verdes caen en cada muerte, que restablecen al jugador a la máxima salud, armadura. Al matar se te recarga el arma automáticamente. 

### Combate a muerte por equipos
Combate a muerte por equipos es un modo de juego 5 contra 5 en el que los jugadores seleccionan a su agente antes de entrar al juego. Este modo de juego se divide en cuatro etapas; las tres primeras etapas son de 75 segundos (1m 15s) cada una, y la etapa 4 es de 345 segundos (5m 45s). Cada etapa cambia la selección de armas que los jugadores pueden usar, así como las armas que aparecen en los generadores de armas. Cuando comienza una nueva etapa, se pedirá a los jugadores que cambien a su siguiente arma y se verán obligados a equiparla después de un breve período. Al morir, los jugadores reaparecerán 1,5 segundos después en la sala de generación de su equipo. Mientras permanezcan en la sala de generación, se mantendrán invulnerables durante 15 segundos, pero después de esto comenzarán a sufrir daños al permanecer en la sala. Una vez que un equipo alcance las 100 muertes, ganará el partido. Si el partido llega al final de la Etapa 4 sin que ninguno de los equipos alcance las 100 muertes, el equipo con más muertes será declarado ganador. Si ambos equipos están empatados en remates, el partido se declara empatado.

### Modo rápido
Modo rápido es un modo de juego al mejor de nueve. La mayoría de las mismas reglas son similares al modo de juego Unrated pero con los siguientes cambios para adaptarse a su menor duración: Todos los jugadores comienzan cada mitad con dos puntos por su habilidad definitiva. No hay bonificaciones de créditos por rachas de derrotas. Los créditos obtenidos en función del resultado de la ronda tienen valores ajustados y son los mismos para ambos equipos, con la excepción de la ronda 2. 

### Escalada
El modo de juego Escalation se introdujo el 17 de febrero de 2021 y es similar al concepto de "gungame" que se encuentra en Counter-Strike y Call of Duty: Black Ops, aunque está basado en equipos en lugar de en un todos contra todos con 5 jugadores en cada equipo. El juego elegirá una selección aleatoria de 12 armas para avanzar. Al igual que en otras versiones de gungame, un equipo necesita conseguir un cierto número de muertes para avanzar a la siguiente arma y las armas empeoran progresivamente a medida que el equipo avanza por ellas. Hay dos condiciones de victoria, si un equipo supera con éxito los 12 niveles, o si un equipo está en un nivel más alto que el equipo contrario en 10 minutos. Al igual que en Deathmatch, los jugadores aparecen como un agente aleatorio, sin poder usar habilidades, ya que el modo de juego está pensado para combates con armas de fuego. Sin embargo, habilidades como los dardos de choque de Sova, el boom bot de Raze y el lanzacohetes, son habilidades que todo el mundo puede usar como arma. Después de matar, caen paquetes de salud verdes que reponen la salud, la armadura y la munición del jugador al máximo. El modo de juego también tiene auto respawns, respawning jugadores en lugares al azar en todo el mapa.

### Replicación
El modo de juego Replicación se puso en marcha el 11 de mayo de 2021. Durante la selección de agente, el juego elige aleatoriamente el jugador para replicar el agente para los demás. Se juega al mejor de nueve, y los jugadores cambian de bando después de la cuarta ronda. Los jugadores pueden comprar armas y escudos con un número preestablecido de créditos. Las habilidades se compran previamente. Las armas y los escudos se reinician en cada ronda.

### Snowball Fight
Snowball Fight es un modo de juego por tiempo limitado que se lanzó el 15 de diciembre de 2020 y solo está disponible durante la temporada navideña.  Es un modo de juego Team Deathmatch, con 50 muertes para ganar. No se permite el uso de habilidades y los jugadores aparecen como agentes aleatorios. La única arma disponible es el lanzador de bolas de nieve, que mata al instante, pero es lento y utiliza un arco basado en proyectiles. La munición es infinita. A lo largo del juego aparecerá un "portal" que entrega regalos, cada uno de los cuales contiene un potenciador aleatorio.

## Desarrollo
Valorant fue desarrollado y publicado por Riot Games, el estudio detrás de League of Legends. El desarrollo comenzó en 2014, dentro de su división de investigación y desarrollo. A Joe Ziegler, director de juego de Valorant, se le atribuye la idea inicial de Valorant mientras formulaba posibles juegos con otros desarrolladores de Riot. David Nottingham es el director creativo de Valorant. Trevor Romleski, antiguo diseñador de League of Legends] y Salvatore Garozzo, antiguo jugador profesional y diseñador de mapas para Counter-Strike: Global Offensive] son diseñadores de juego para Valorant. Moby Francke, antiguo desarrollador de Valve, que ha sido diseñador de arte y personajes para Half-Life 2 y Team Fortress 2, es el director de arte.
Valorant se desarrolló con dos enfoques principales: hacer que los shooters tácticos y los deportes electrónicos fueran más accesibles para los nuevos jugadores, y crear un juego que atrajera a una gran escena competitiva, al tiempo que resolvía muchos de los puntos de crítica expresados por los jugadores profesionales de los juegos del género.
Los juegos dirigidos a comunidades y bases de jugadores grandes y activas, generalmente juegos gratuitos como Fortnite o League of Legends de Riot, tienden a poner énfasis en una gama más amplia de mejoras de rendimiento del sistema y estabilidad del juego en lugar de nuevas tecnologías o gráficos como una forma de asegurarse de que sean lo más accesibles posible. En entrevistas previas al lanzamiento del juego, el director del juego Joe Ziegler y la productora Anna Donlon dijeron que "Valorant" se hizo para las personas que jugaban su primer juego de disparos táctico tanto como para los jugadores profesionales, y que la accesibilidad del juego era una gran prioridad. Riot eligió desarrollar Valorant usando Unreal Engine 4, que según el equipo de desarrollo le permitiría centrarse en el juego y las optimizaciones en lugar de dedicar tiempo a los sistemas centrales.
Para cumplir con el objetivo de una barrera de rendimiento más baja para que más personas pudieran jugar a "Valorant", el equipo estableció requisitos de hardware mínimos y recomendados notablemente bajos para el juego. Para alcanzar los 30 fotogramas por segundo en estos pequeños requisitos, el equipo de ingeniería del juego, dirigido por Marcus Reid, que anteriormente trabajó en Gears of War 4, tuvo que hacer varias modificaciones al motor. Estas modificaciones incluyeron la edición del renderizador utilizando la ruta de renderizado móvil del motor como base, o la reelaboración de los sistemas de iluminación del juego para adaptarse a la iluminación estática que los tiradores tácticos a menudo requieren, para no interferir con el juego. Los fundamentos modernos de Unreal también ayudaron a resolver muchos de los problemas que Riot se propuso resolver de otros juegos del género, y las modificaciones adicionales ayudaron a cumplir con el otro objetivo del juego de crear un entorno competitivo adecuado, incluida la optimización del rendimiento del servidor al deshabilitar las animaciones de personajes en situaciones que no sean de combate y eliminar evaluaciones innecesarias en el proceso de registro de golpes.
Durante el desarrollo, Riot Games se comprometió a trabajar para lograr un ping de menos de 35 milisegundos para al menos el 70% de los jugadores del juego.  Para lograr esto, Riot prometió servidores de 128 tick en o cerca de la mayoría de las ciudades más importantes del mundo, además de trabajar con proveedores de servicios de Internet para establecer conexiones dedicadas a esos servidores. Debido al aumento del tráfico de Internet durante la pandemia de COVID-19, Riot ha tenido problemas para optimizar las conexiones y el ping a sus niveles prometidos.

## Lanzamiento
Valorant se dio a conocer por primera vez bajo el título provisional Project A en octubre de 2019. Se anunció oficialmente el 1 de marzo de 2020, con un video de jugabilidad en YouTube llamado "The Round". La versión beta cerrada del juego se lanzó el 7 de abril de 2020 en los Estados Unidos, Canadá, Europa, Rusia y Turquía. Valorant fue lanzado el 2 de junio de 2020.

## Agentes
En Valorant hay una gran variedad de agentes jugables disponibles en el juego. Los agentes se dividen en 4 roles: Duelistas, Centinelas, Iniciadores y Controladores. Cada agente tiene un rol diferente que indica cómo se suele jugar con él.

### Duelistas
Los duelistas se especializan en atacar y entrar en un lugar de bombas para el equipo. La definición oficial de Riot Games para los duelistas es "fraggers autosuficientes". Los duelistas principalmente crean espacio para su equipo mientras entran en un sitio, dando información a sus compañeros y facilitando la entrada a un sitio. Sus habilidades tienden a consistir en destellos que ciegan a los enemigos, y habilidades basadas en el movimiento que les permiten cubrir grandes distancias más rápido que otros agentes. Este tipo de kit de habilidades permite a los duelistas brillar más cuando son capaces de pillar desprevenidos a los jugadores y conseguir frags de impacto. En ataque, lo más habitual es que los duelistas jueguen por delante, liderando el ataque. Se espera que estén por delante de todo el mundo para conseguir picks de apertura sobre los enemigos, ya que sus habilidades a menudo les dan una ventaja competitiva cuando se enfrentan a un enemigo. En defensa, los duelistas controlarán los puntos de estrangulamiento por los que los enemigos intentan entrar. Gracias a la movilidad de sus equipos, pueden conseguir una elección y reposicionarse, lo que da a su equipo una ventaja numérica.
| Personaje                         | Origen        | Descripción |
| Duelistas                         | Duelistas     | Duelistas |
| --------------------------------- | ------------- | --- |
| «Raze» Tayane Alves               | Brasil        | Estalla desde Brasil con su gran personalidad y sus grandes armas. Raze, con su estilo de juego de trauma contundente, destaca a la hora de eliminar enemigos atrincherados y despejar espacios reducidos con una generosa dosis de "boom". |
| «Reyna» Zyanya Mondragón          | México        | Forjada en el corazón de México, Reyna domina el combate individual y se dispara con cada muerte que consigue. Su capacidad solo está limitada por su habilidad bruta, por lo que depende en gran medida de su rendimiento. |
| «Jett» Han Sunwoo                 | Corea del Sur | Representando a su país natal, Corea del Sur, el estilo de lucha ágil y evasivo de Jett le permite correr riesgos que nadie más puede asumir. Corre en círculos alrededor de cada escaramuza, cortando a sus enemigos antes de que se den cuenta de lo que les ha golpeado. |
| «Phoenix» Jamie Adeyemi           | Reino Unido   | Procedente del Reino Unido, la fuerza de Phoenix brilla en su estilo de lucha, encendiendo el campo de batalla con destellos y llamaradas. Tanto si tiene refuerzos como si no, se lanzará al combate a su manera. |
| «Neon» Tala Nicole Dimaapi Valdez | Filipinas     | La agente filipina Neon avanza a velocidades de vértigo, descargando ráfagas de resplandor bioeléctrico tan rápido como su cuerpo las genera. Se adelanta para pillar desprevenidos a sus enemigos y luego los derriba más rápido que un rayo. |
| «Yoru» Ryo Kiritani               | Japón         | El nacido en Japón, Yoru, abre agujeros en la realidad para infiltrarse en las líneas enemigas sin ser visto. Utilizando el engaño y la agresividad a partes iguales, se hace con cada objetivo antes de que sepan dónde mirar. |
| «Iso» Li Zhao Yu                  | China         | El sicario chino Li Zhao Yu es un radiante con la capacidad de transmutar la energía ambiental e intangible de radianita en construcciones sólidas y duraderas. Aunque se decía que cualquiera que se enfrentara a él desaparecería para siempre, todavía se extendían rumores sobre "Dead Lilac", un mago a prueba de balas que podía eliminar escuadrones enteros con una sola bala y condenar a los objetivos a su suerte en un instante. |

### Controladores
Los controladores se especializan en "cortar territorio peligroso para preparar a su equipo para el éxito"  Utilizan sus habilidades para crear cobertura o despejar áreas de espacio con "Crowd control". Para ayudar a su equipo a entrar en territorio enemigo, sus habilidades consisten en algún tipo de humo, así como molotovs, aturdimientos o destellos. Con sus humos, los controladores pueden controlar las líneas de visión del mapa, haciendo más seguro moverse por él sin ser vistos. En ataque, los controladores pueden ahumar en ciertas líneas de visión y usar su control de masas en puntos defensivos comunes para forzar a los enemigos a abrirse. En defensa, los controladores pueden fumar y/o usar el control de masas en las entradas para retrasar o disuadir al equipo enemigo de avanzar.
| «Brimstone» Liam Byrne | Estados Unidos | El nacido en los Estados Unidos, Brimstone, junto a su arsenal orbital, garantiza que su escuadrón siempre tenga ventaja. Su capacidad para lanzar ataques precisos y a distancia lo convierte en un comandante inigualable. |
| «Omen»                 | Perú           | Fantasma de la memoria, por lo poco que se conoce de su pasado posiblemente es peruano, Omen caza en las sombras. Deja ciegos a sus enemigos, se teletransporta por el campo y, a continuación, deja que la paranoia se apodere de sus enemigos, que tratan de averiguar dónde atacará a continuación.                                                                               |
| «Viper» Sabine Callas  | Estados Unidos | La química estadounidense Viper despliega un arsenal de dispositivos químicos venenosos para controlar el campo de batalla y paralizar la visión del enemigo. Si las toxinas no matan a su presa, lo harán sus juegos mentales. |
| «Harbor» Varun Batra   | India          | Procedente de la costa de la India, Harbor asalta el campo de batalla blandiendo una tecnología ancestral con dominio sobre el agua. Desata rápidos espumosos y olas aplastantes para proteger a sus aliados y aplastar a los que se le oponen. |
| «Astra» Efia Danso     | Ghana          | La agente ghanesa Astra aprovecha las energías del cosmos para remodelar los campos de batalla a su antojo. Con pleno dominio de su forma astral y un gran talento para la previsión estratégica, siempre va eones por delante del próximo movimiento de su enemigo. |
| «Clove»                | Escocia        | Le joven agente escocese de VALORANT, Clove, posee poderes sin precedentes incluso entre sus compañeros radiantes: el poder sobre las esencias de la vida y la inmortalidad. En cambio, cada muerte los lleva a un mundo completamente nuevo, un cruce entre los reinos de los vivos y los muertos, uno por el que Clove viajará en su camino para regresar a la vida y resucitarse. |

### Centinelas
Los centinelas son la línea defensiva, especializada en bloquear sitios y proteger a los compañeros de equipo de los enemigos. Sus habilidades consisten principalmente en "objetos" estáticos que son obstáculos para los enemigos. Estos objetos pueden dar al equipo información valiosa y/o infligir daño. En ataque, los centinelas pueden usar sus habilidades para cortar ciertas partes del mapa o colocar "objetos" que aseguren que el enemigo no pueda flanquear sin ser notado. En defensa, los centinelas pueden utilizar sus habilidades para impedir que los enemigos entren en un lugar. Esto proporciona un tiempo valioso para que los miembros del equipo de los centinelas lleguen y proporcionen apoyo defensivo.
| «Sage» Ling Ying Wei      | China     | El baluarte de China, Sage crea seguridad para ella y su equipo allá donde va. Capaz de revivir a los amigos caídos y evitar los empujes agresivos, proporciona un centro de calma a una lucha infernal.                                                   |
| «Chamber» Vincent Fabron  | Francia   | Bien vestido y bien armado, el diseñador de armas francés Chamber expulsa a los agresores con una precisión mortal. Aprovecha su arsenal personalizado para mantener la línea y eliminar enemigos desde lejos, con un plan de contingencia para cada caso. |
| «Killjoy» Klara Böhringer | Alemania  | La genio de Alemania. Killjoy asegura el campo de batalla con facilidad gracias a su arsenal de inventos. Si el daño de su equipo no detiene a sus enemigos, la desventaja de sus robots ayudará a acabar con ellos en poco tiempo.                        |
| «Cypher» Amir El Amari    | Marruecos | Cypher, la agente de información marroquí, es una red de vigilancia unipersonal que vigila todos los movimientos del enemigo. Ningún secreto está a salvo. Ninguna maniobra pasa desapercibida. Cypher siempre está vigilando.                             |
| «Deadlock» Iselin         | Noruega   | La agente noruega Deadlock despliega un arsenal de nanocables de última generación para proteger el campo de batalla incluso del asalto más letal. Nadie escapa a su vigilancia ni sobrevive a su ferocidad inflexible.                                    |

### Iniciadores
Los iniciadores planifican los empujes ofensivos. Los iniciadores se especializan en romper las posiciones defensivas enemigas. Las habilidades de los iniciadores pueden consistir en destellos, pero también en habilidades que pueden revelar la ubicación de los enemigos. Esta información permite a los atacantes saber dónde están los enemigos y facilita la toma de un sitio. En defensa, los iniciadores pueden usar sus habilidades para proporcionar información sobre hacia dónde se dirigen los atacantes, así como para ayudar a sus compañeros a retomar un sitio perdido.
| «Sova» Alexander "Sasha" Novikov      | Rusia          | El nacido en la tundra rusa, Sova, rastrea, encuentra y elimina enemigos con una eficacia y precisión despiadadas. Su arco personalizado y sus increíbles habilidades de exploración garantizan que, aunque corras, no puedas esconderte. |
| «Fade» Hazal Eyletmez                 | Turquía        | La cazarrecompensas turca, Fade, desata el poder de las pesadillas para apoderarse de los secretos del enemigo. En sintonía con el propio terror, caza objetivos y revela sus miedos más profundos antes de aplastarlos en la oscuridad. |
| «KAY/O» Adrián Coronilla              | Desconocido    | Es una máquina de guerra construida con un único propósito: neutralizar a los radiantes. Su poder para suprimir las habilidades enemigas merma la capacidad de contraataque de sus oponentes, lo que les garantiza a él y a sus aliados la ventaja definitiva. |
| «Skye» Kirra Foster                   | Australia      | Originaria de Australia, Skye y su banda de bestias se abren camino a través de territorio hostil. Gracias a sus creaciones, que obstaculizan al enemigo, y a su poder para curar a los demás, el equipo es más fuerte y está más seguro al lado de Skye. |
| «Breach» Erik Torsten                 | Suecia         | El sueco biónico, Breach, dispara potentes ráfagas cinéticas dirigidas para abrirse paso agresivamente a través del terreno enemigo. El daño y la interrupción que inflige garantizan que ningún combate sea justo. |
| «Tejo» La Trejo                       | Colombia       | Marta Trejo, cuyo nombre está basado en el juego tradicional (tejo) es un agente iniciador militar cuyas habilidades consisten en lanzar discos de metal contra explosivos, una conexión que se refleja en sus habilidades explosivas en el juego, tiene un dron apodado (el cucaracho) que controla a distancia, el cual le permite limpiar y neutralizar las habilidades de quienes estén cerca y la habilidad ultima se basa en un bombardeo en una zona que señale eliminando a los enemigos de una explosión a escala. |
| «Gekko» Mateo Armendáriz De la Fuente | Estados Unidos | Gekko el angelíno lidera un unido grupo de calamitosas criaturas. Sus compañeros avanzan a toda velocidad, apartando a los enemigos de su camino, mientras Gekko los persigue para reagruparse y reemprender la marcha. |

## Tienda
La tienda se compone de tres secciones: Destacados, Ofertas y Mercado Nocturno. En las tres secciones, los jugadores pueden comprar apariencias de armas usando Valorant Points que cambian la apariencia de su arma en el juego. Los Valorant Points (VP) son una moneda del juego que solo se puede comprar con moneda real dentro del cliente del juego.Además de las aparencias predeterminadas también existen variaciones en algunas de estas, las cuales se consiguen con Radianita, esto puede ser comprado tanto por dinero real como conseguirlo en el pase de batalla del juego. 

### Destacados
La sección destacada de la tienda cambia cada dos semanas. La mayoría de las veces, la sección destacada tendrá nuevos lanzamientos de aspectos (llamados "paquetes") de Riot, dando a los jugadores una oportunidad limitada de comprarlos sin tener que esperar a que aparezcan en la sección de ofertas.

### Ofertas
Hay distintas ofertas . Estas se encuentran en la tienda la cual te aparece en la parte superior de la pantalla cuando entras al juego.
Dentro de ella, aparte de las ofertas, te puedes encontrar diferentes cosas como:
1. Valorant points para comprar con el dinero de tu región.
2. Skins de las diferentes Armas como la phantom u otra las cuales normalmente se compran con los valorant points.
3. Personajes del juego.

También podemos hallar otro tipo de ofertas fuera de la tienda. Si entramos en los personajes podemos encontrar ofertas para estos a la hora de comprarlos.

### Mercado nocturno
El mercado nocturno es una tienda periódica que aparece en momentos aleatorios en cada acto del juego. El Mercado Nocturno incluye 6 apariencias de armas aleatorias a precios con descuentos aleatorios que son únicos para cada jugador. Los jugadores sólo reciben un conjunto de ofertas y la oferta durará hasta que termine el Mercado Nocturno.

## Recepción

### Críticas
Valorant ha sido comparado con "Counter-Strike: Global Offensive" de Valve, con ambos juegos con dos equipos de cinco que intentan colocar una bomba, y el juego de disparos basado en clases de Blizzard Entertainment, Overwatch, ya que ambos juegos tienen múltiples clases y personajes que atienden a varios estilos de juego. Austen Goslin de Polygon elogió la beta de Valorant describiéndola como refinada y "uno de los shooters tácticos más divertidos que he jugado". En el primer día de su lanzamiento beta," Valorant " acumuló la segunda mayor cantidad de espectadores simultáneos para cualquier juego en Twitch, con 1,73 millones de espectadores sintonizando docenas de transmisiones. Solo otro título de Riot Games, "League of Legends", ha tenido más espectadores simultáneos, cuando 1,74 millones vieron la final del Campeonato Mundial de 2019.
Valorant ha recibido críticas por su sistema de comunicación de voz tóxico y dominado por los hombres. Emily Rand de ESPN habló sobre su experiencia negativa jugando en equipos que usaban la función de comunicación de voz como mujer. Rand "se niega rotundamente a usarlo" cuando no está jugando con sus amigos. Jordon Solomon de" The Guardian " explica cómo "las manzanas podridas entre los jugadores de "Valorant" esperan un nivel absurdo de perfección, y las críticas resultantes del chat de voz no son constructivas."
Fue nominado a Mejor Juego de Deportes Electrónicos, Mejor Multijugador y Mejor Apoyo a la Comunidad en los The Game Awards 2020. Ganó el premio al Mejor Juego de Esports en los The Game Awards 2022.

### Controversia del software antitrampa
El videojuego ha sido criticado por su software antitrampas, Vanguard, ya que se reveló que ejecuta un controlador de kernel, que permite el acceso al sistema informático. OSNews expresó su preocupación de que Riot Games y su propietario, la multinacional china Tencent, pudieran espiar a los usuarios y que el controlador podría ser potencialmente explotado por terceros. Sin embargo, Riot Games declaró que el controlador "no recopila ni nos envía ninguna información sobre su computadora", y lanzó un programa para ofrecer recompensas por informes que demuestren vulnerabilidades en Vanguard.

## Deportes electrónicos

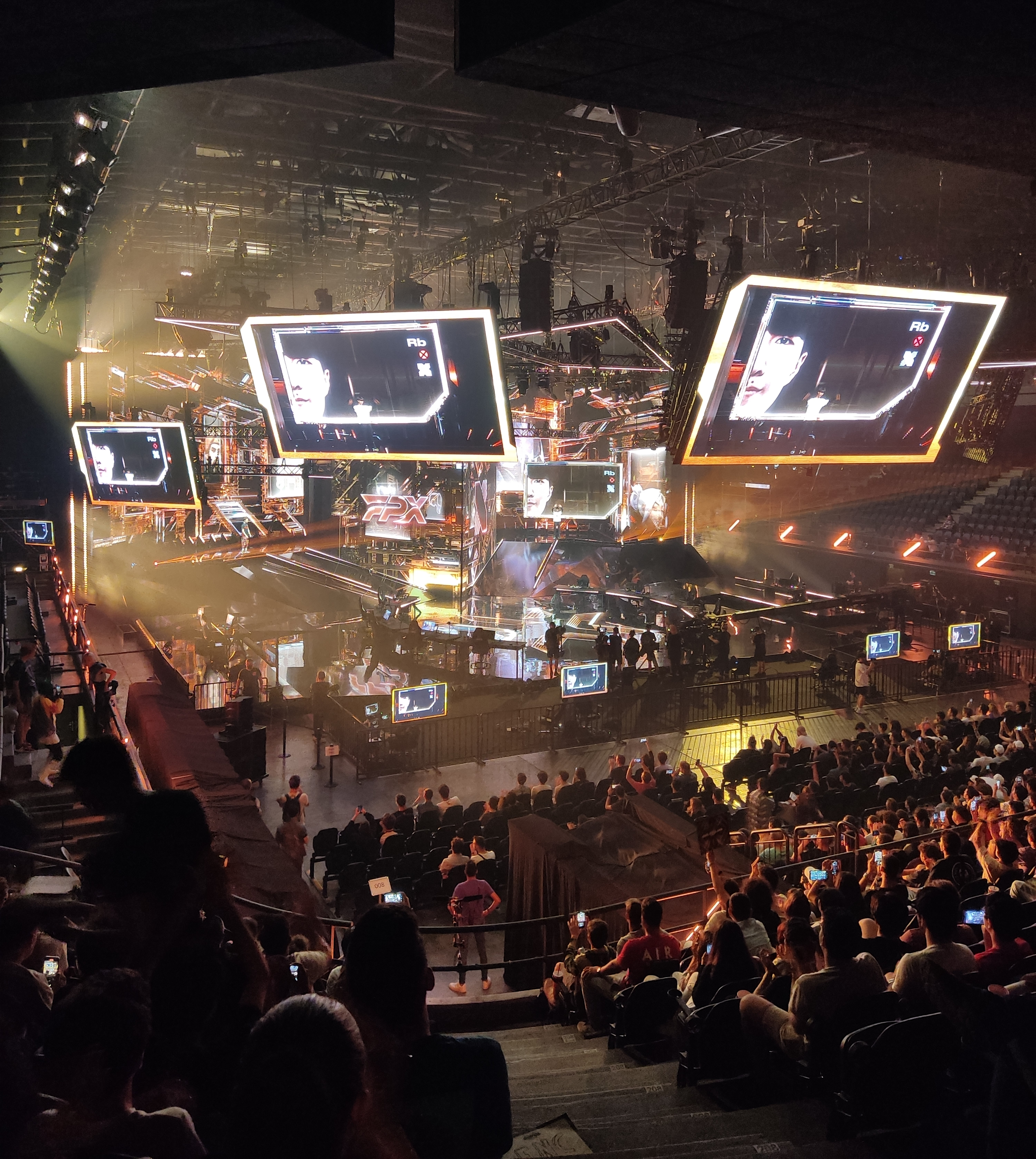
2022 Valorant Champions en el Volkswagen Arena Istanbul en 2022.

Valorant se ha vuelto activo dentro de esports. Riot Games decidió crear el primer torneo llamado "First Strike" para establecer una base para crear una escena de deportes electrónicos con el juego.
En noviembre de 2020, Riot Games anunció la serie de torneos llamada Valorant Champions Tour (VCT), que es una competencia de un año que consta de tres niveles:
- Valorant Challengers: competiciones regionales que califican para Masters
- Valorant Masters: competiciones internacionales a mitad de temporada, divididas en muchas etapas
- Valorant Champions - el campeonato mundial del año

Los equipos se clasificarán directamente para los Campeones a través de los primeros lugares en la Clasificación de Puntos del Circuito de su región, según los resultados de los Challengers y Masters. Los equipos que se encuentren en los puestos intermedios de la Clasificación por Puntos del Circuito tendrán una oportunidad más de clasificarse para Campeones al ganar los Clasificatorios de Última Oportunidad (América del Norte, EMEA, América del Sur, Asia Pacífico).
El Valorant Champions 2021 se celebró del 1 al 12 de diciembre en Berlín.
Acend derrotó a Gambit Esports por 3-2 en la final y se convirtió en el primer campeón mundial de esports "Valorant".
Valorant Champions 2022 se celebró del 31 de agosto al 18 de septiembre en Estambul.
LOUD derrotó a OpTic Gaming por 3-1 en la final y se convirtió en el segundo campeón mundial de esports "Valorant".
Luego continuaron los eventos pasando por
Valorant Lock//in 2023, Masters Tokyo 2023, Champions Los angeles 2023, Masters Madrid 2024, Masters Shanghai 2024, Champions Seoul 2024, Masters Bangkok 2025, Masters Toronto 2025, Champions Paris 2025

## Spin-off móvil
El 2 de junio de 2021, Riot Games anunció sus planes de desarrollar una versión móvil de "Valorant", que según los informes sería el primer paso que pretende dar para expandir el universo ficticio del juego. El anuncio se hizo en conmemoración del primer año del juego, momento en el que había alcanzado más de 14 millones de jugadores activos mensuales desde su lanzamiento.